# Leonardo Yuzon Medroso
Leonardo Yuzon Medroso (ur. 6 listopada 1938 w Ormoc) – filipiński duchowny rzymskokatolicki, w latach 2006-2016 biskup Tagbilaran.

## Życiorys
Święcenia kapłańskie przyjął 30 marca 1963 i został inkardynowany do archidiecezji Palo. Pracował przede wszystkim jako duszpasterz parafialny (w tym przez 20 lat jako proboszcz w Leyte). Pełnił ponadto funkcje m.in. wicerektora seminarium, dziekana oraz wikariusza generalnego archidiecezji.
18 grudnia 1986 został prekonizowany biskupem Borongan. Sakrę biskupią otrzymał 17 marca 1987. 17 października 2006 został mianowany biskupem Tagbilaran. 13 października 2016 przeszedł na emeryturę.